# 下田次郎
下田 次郎（しもだ じろう、明治5年3月6日（1872年4月13日） - 昭和13年（1938年）3月24日）は、日本の女子教育家。

## 経歴
1872年、広島県広島市上流川（現在の同市中区幟町付近）の生まれ。元広島浅野藩士多羅尾家に生まれるが1876年、陸軍少尉となっていた父が神風連の乱により熊本城内で戦死、幼少にして下田収蔵の養子となる。下田家も広島浅野藩の家臣の家系 。
広島県立中学（現・広島国泰寺高等学校）、第三高等中学校を経て1886年、帝国大学文科大学哲学科を卒業、引き続き大学院に入学して「教育の心理的基礎」について研究した。1899年女子高等師範学校（現お茶の水女子大学）教授、1899年から1902年までイギリス、アメリカ、ドイツに留学。帰朝して「女子教育研究の基礎としての性の研究」で文学博士の学位を得て、東京女子高等師範学校教授として1937年退官（名誉教授）まで教鞭をとる。修身教育を担当し、女子教育に於いて良妻賢母思想を基調とした論陣を長く張った。東京女子高等師範学校は、当時、日本に於ける唯一最高の女子高等教育機関であった。
1904年に出版した代表的著作『女子教育』は、日本で最初の女子の身体及び精神に関する系統的説述とされる。またこの年、大日本女子教育会を設立し、その機関誌として「女子教育」を15年間にわたり発行した。日本の女子の教育程度を高め、日本全体の女子の教育の振興に大きな功績を残した人物である。墓所は染井霊園。

## 受賞・栄典
- 1935年（昭和10年）4月10日 - 勲二等瑞宝章[4]

## 家族・親族
- 兄：多羅尾篤吉。多羅尾の曾孫は橋本龍太郎。
- 弟・下田範三は日本女子大学教授を務めた。
- 三男：下田武三は外交官。
- 四男：下田弘は哲学者。清泉女子大学教授、武蔵工業大学名誉教授。
- 七男：下田吉人は外交官。
- 九男：下田功。功の次女はエッセイストの岸本葉子[5]。

## 著書
- 教育原論 金港堂 1899.10
- 女子教育 金港堂 1904.12
- 新女訓 明治書院 1906.10
- 西洋教育家肖像 金港堂 1906.6
- 教育思想の変遷 育成会 1906.5
- 西洋教育事情 金港堂 1906.12
- 論理学講義 十日医会 1907.12
- 女学校用教育学 国光社 1907.11
- 小学各科教授法 同文館 1907.11
- New selections for normal schools 金港堂 1907
- 女子之修養 博文館 1908.3
- 女子のつとめ 博文館 1909.10
- 現代児童教訓実話 同文館 1910.7
- 教育学 同文館 1910.12
- 近世教育史 同文館 1911.2
- 胎教 実業之日本社 1913
- 教育と人格 敬文館 1914
- 母と子 実業之日本社 1916
- 性の原理 同文館 1921
- 婦人の使命 実業之日本社 1922
- 運動競技と国民性 右文館 1923
- 婦人の務 博文館 1923
- 女子新修身書教授備考 1～5 修正2版 東京開成館 1927
- 女性の心理と教育 大正書院 1927
- 婦人と希望 実業之日本社 1928
- 人間味の教育 東洋図書 1929
- 高等教育女子教育学 東洋図書 1931
- 現代教訓実話集 第1、2巻 東洋図書 1930-1931
- 魂の教育 東洋図書 1934
- 人格と実行 東京開成館 1936
- 女性の道 大日本図書 1937
- 拓け行く道 東洋図書 1938
- 母性読本 実業之日本社 1938

復刊
- 女子教育 玉川大学出版部 1973（教育の名著 1）

## 共編著
- 日本家庭百科事彙 芳賀矢一共編 冨山房 1906.11
- 日本教育家肖像 金港堂 1907.5
- 新撰女子読本 巻4 尾上八郎共編 明治書院 1922

## 翻訳
- 哲学要領 ラファエル・フォン・コエーベル 南江堂 1897.6
- 女子の本分 ジョン・ラスキン 金港堂 1908.8